# Daniel Sueiro
Daniel Sueiro (La Corunya, 1931 - Madrid, 25 de setembre de 1986) va ser un escriptor espanyol, pertanyent a la generació de novel·listes anomenada del mig segle o dels cinquanta, l'obra dels quals s'enquadra dins del realisme social.

## Biografia
Daniel Sueiro era fill d'un mestre nacional, que exercia en una escola rural en Ribasar, propera a La Corunya. Els seus estudis universitaris els va començar en la Universitat de Santiago de Compostel·la, marxant posterioremente a Madrid. Va començar Dret, per acabar dedicant-se al periodisme. La seva faceta de periodista de recerca, juntament amb la d'escriptor, és per la qual més se li recorda.
Va ser periodista dels diaris Arriba i Pueblo i de l'Agència EFE. En 1957 es va casar amb María Cruz Seoane, que hauria de ser una destacada historiadora de la premsa. Va començar la seva carrera de literat en 1958 amb el llibre de relats La rebuscas y otras desgracias. En 1958 va escriure Los conspiradores, per la qual va obtenir el Premio Nacional de Literatura en 1959 i que es va publicar quatre anys després, a la qual va seguir la seva primera novel·la, El cedazo, sobre el món del periodisme. Va seguir la novel·la Estos son tus hermanos, que narra el retorn d'un exiliat a Espanya, on no pot suportar els odis i la violència social que segueixen exercint sobre ell els vencedors de la guerra i descriu l'ambient irrespirable que es crea entorn seu; va ser prohibida per la censura franquista en 1961 i es va publicar a Mèxic en 1965. Després va tornar al relat amb la publicació de Toda la semana de 1964. Durant els anys seixanta i setanta va publicar novel·les com La noche más caliente (1966), sobre el món rural dominat pel caciquisme, Corte de corteza (1969), en què amb l'anècdota d'un trasplantament de cervell construeix una protesta davant la societat actual, i El cuidado de las manos (1974). Encara que com a novel·lista va aconseguir algun èxit i fins i tot va rebre el premi Alfaguara de novel·la, la faceta per la qual aconseguiria major ressonància al món literari seria pels seus assajos i llibres reportatges, modalitat en la qual seria pioner a Espanya, basats sobretot en la pena de mort. D'aquesta faceta destaquen les següents obres El arte de matar (1968), Los verdugos españoles (1972), La pena de muerte: ceremonial, historia, procedimientos (1974) i Historia del franquismo, de 1978, en fascicles. Va morir de càncer a Madrid el setembre de 1986. En 1987 es va publicar pòstumament la seva última novel·la, Balada del Manzanares.

## Obra

### Novela
- 1961: La criba
- 1965: Estos son tus hermanos
- 1966: La noche más caliente
- 1969: Corte de corteza, Premi Alfaguara de novel·la
- 1974: El cuidado de las manos
- 1987: Balada del Manzanares (pòstuma)

### Relato
- 1958: La rebusca y otras desgracias
- 1959: Los conspiradores, guardonada amb el Premio Nacional de Literatura
- 1964: Toda la semana
- 1967: Solo de moto
- 2014: La carpa y otros cuentos (compilació d'onze relats i dues novel·les curtes: "La carpa" i "Solo de moto")

### Reportatge
- 1968: El arte de matar
- 1972: Los verdugos españoles
- 1974: La pena de muerte: ceremonial, historia, procedimientos
- 1978: Historia del franquismo, escrita en col·laboració amb Bernardo Díaz Nosty
- 1983: La Flota es roja sobre el paper de l'Armada Espanyola en la conspiració que porta al cop d'estat de juliol de 1936 i l'evolució de la flota en els primers mesos de la contesa
- 1983: El Valle de los Caídos: los secretos de la cripta franquista

### Guió cinematogràfic
- 1959: Los golfos de Carlos Saura
- 1963: Los farsantes de Mario Camus
- 1976: El puente de Juan Antonio Bardem basada en Solo de moto

La película Queridísimos verdugos, de Basilio Martín Patino, está inspirada en su libro Los verdugos españoles.